# استارومریاسوو
استارومریاسوو (انگلیسی: Staromryasovo) یک شهرک در شهرستان داولکانوفسکی در استان باشقیرستان کشور روسیه است.